# سوفی اندرسون

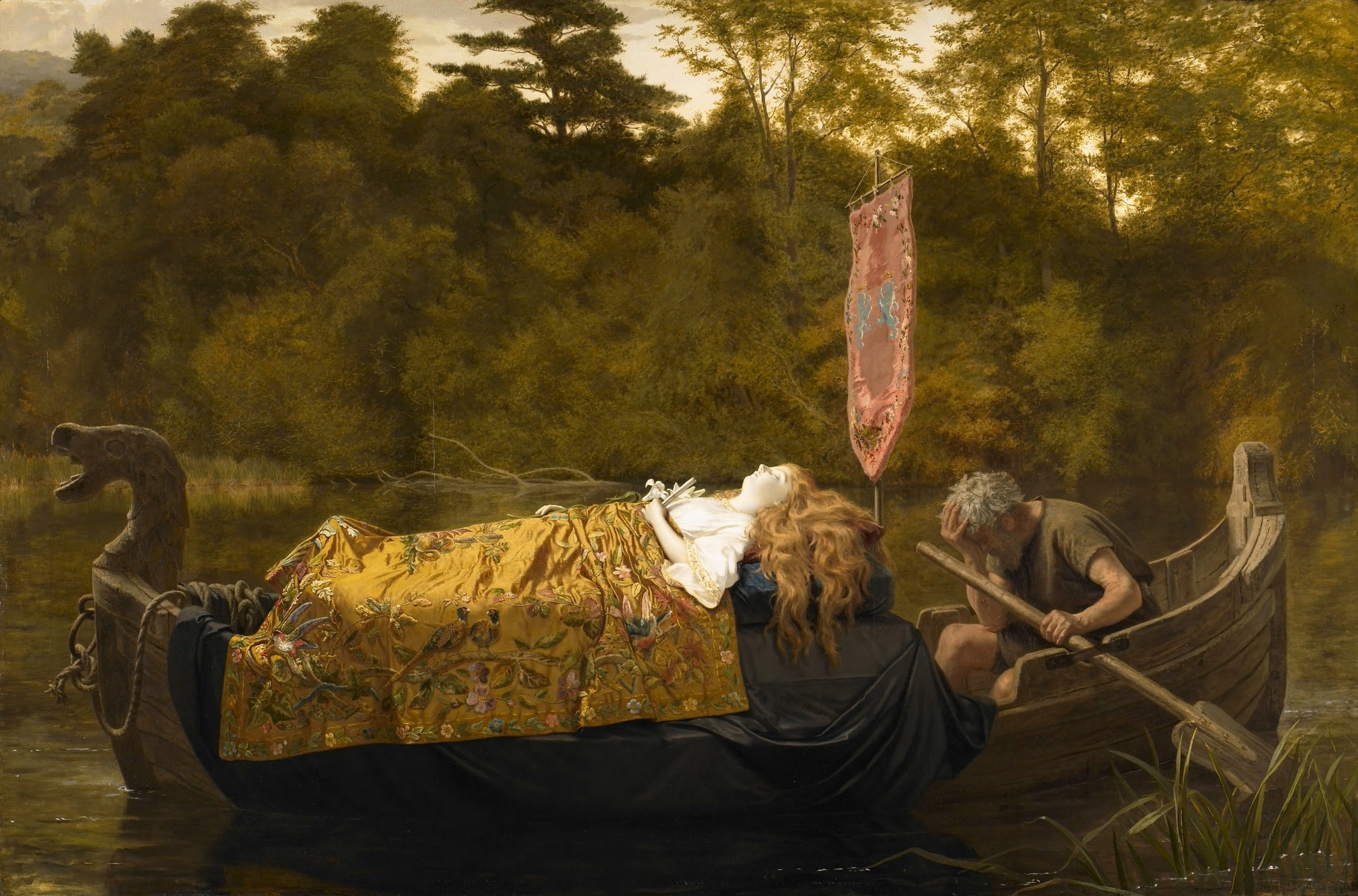
ایلِین، نام یک نقاشی رنگ روغن اثر سوفی اندرسون است که سال ۱۸۷۰ میلادی کشیده شد. اثر به شعری از لُرد تنیسون، ملک‌الشعرای بریتانیا اشاره دارد که به تراژدی ایلِین می‌پردازد. اثر یک کارگزار سوگوار شاه آرتور را در حین انتقال جسد ایلِین بوسیلهٔ قایق به قصر شاه آرتور در کملوت، به تصویر کشیده‌است. این اثر اکنون در مالکیت نگارخانه هنر واکر در لیورپول قرار دارد.

سوفی ژانژامبر اندرسون (به فرانسوی: Sophie Gengembre Anderson) (زادهٔ ۱۸۲۳ – درگذشتهٔ ۱۰ مارس ۱۹۰۳) نقاش اهل فرانسه بود. او حرفهٔ خود را به عنوان سنگ‌نگار و نقاش پرتره آغاز کرد.
یکی از نقاشی‌های او با نام امروز قدم نمی‌زنم به بهای بیش از ۱ میلیون پوند خریده شد. پرتره‌ای به نام شهرزاد قصه‌گو نیز اثر اوست.

## اوایل زندگی
سوفی در پاریس متولد شد. پدرش، چارلز آنتوان کلمبی ژانژامبر، معمار و هنرمند فرانسوی و مادرش، ماریانا فری (۱۷۹۹–۱۸۸۳) فرزند جان فری سینیور (۱۷۶۶–۱۸۲۶) و سوفیا هوبرت (۱۷۷۰–۱۸۳۰) انگلیسی بود. پدر و مادر سوفی در کلیسای سنت پانکراس، لندن، در ۱۲ آوریل ۱۸۱۸ ازدواج کردند. پدر وی در ۱۹ سالگی به عنوان معمار شروع به کار کرد. وی در زمان انقلاب ۱۸۳۰ و در همان روزی که پسرش فیلیپ به دنیا آمد، زخمی شد. خانواده سپس به لندن رفتند و پدر به عنوان معمار نزد چارلز فوریه مشغول به کار شد. پس از مدتی به فرانسه بازگشت و کار معماری را ادامه داد. او مدارس دولتی در سرتاسر فرانسه را طراحی کرد.
این خانواده به آمریکا مهاجرت کردند و به دلیل دشواری تلفظ نام خانوادگی فرانسویشان برای آمریکایی‌ها نام خانوادگی هوبرت را پذیرفتند.
پدر سوفی پس از عزیمت به سینسیناتی، اوهایو، در منچستر، پنسیلوانیا مستقر شد و در سال۱۸۶۳، ساختمان شهرداری الگنی را بدون دریافت دستمزد طراحی کرد. وقتی به او پیشنهاد شد در اختلاس در هزینه‌های ساخت و ساز شریک شود، در اعتراض به این عمل، دیگر به زبان انگلیسی حرف نزد.
آنها در سالهای اولیه زندگی سوفی در پاریس زندگی می‌کردند، جایی که پدرش با هنرمندان، روشنفکران و بازیگرانی نظیر فرانسوا ژوزف تالما دمخور بود. ضرورت زندگی سبب شد که خانوادهٔ سوفی از پاریس خارج شوند و از سال ۱۸۲۹ تا ۱۸۴۳ در «منطقهٔ دورافتاده‌ای در فرانسه» زندگی کنند. سوفی، در هفده سالگی با مسافری آشنا شد که از قضا نقاش پرتره بود. آشنایی با او، سوفی را به هنر علاقه‌مند کرد.
سوفی دو برادر داشت، فیلیپ و هنری پی. ژانژامبر. فیلیپ نام خانوادگی پیش از ازدواج مادربزرگش را برگزید نام خود را به فیلیپ هوبرت تغییر داد و در شهر نیویورک معمار موفقی شد. هنر سوفی تا حد زیادی خودآموخته بود، اما در حدود سال ۱۸۴۳، زمانی که با دوستان خانوادگی‌شان در پاریس به سر می‌برد، مدت کوتاهی نزد شارل دو استوبن نقاشی پرتره آموخت. اندکی بعد استوبن به روسیه رفت و در مدت یک سالی که سوفی تحصیل می‌کرد، به پاریس برنگشت. سوفی در مدرسه با زنان هنرمند دیگری آشنا شد و کمی بیشتر آموخت.

## نگارخانه

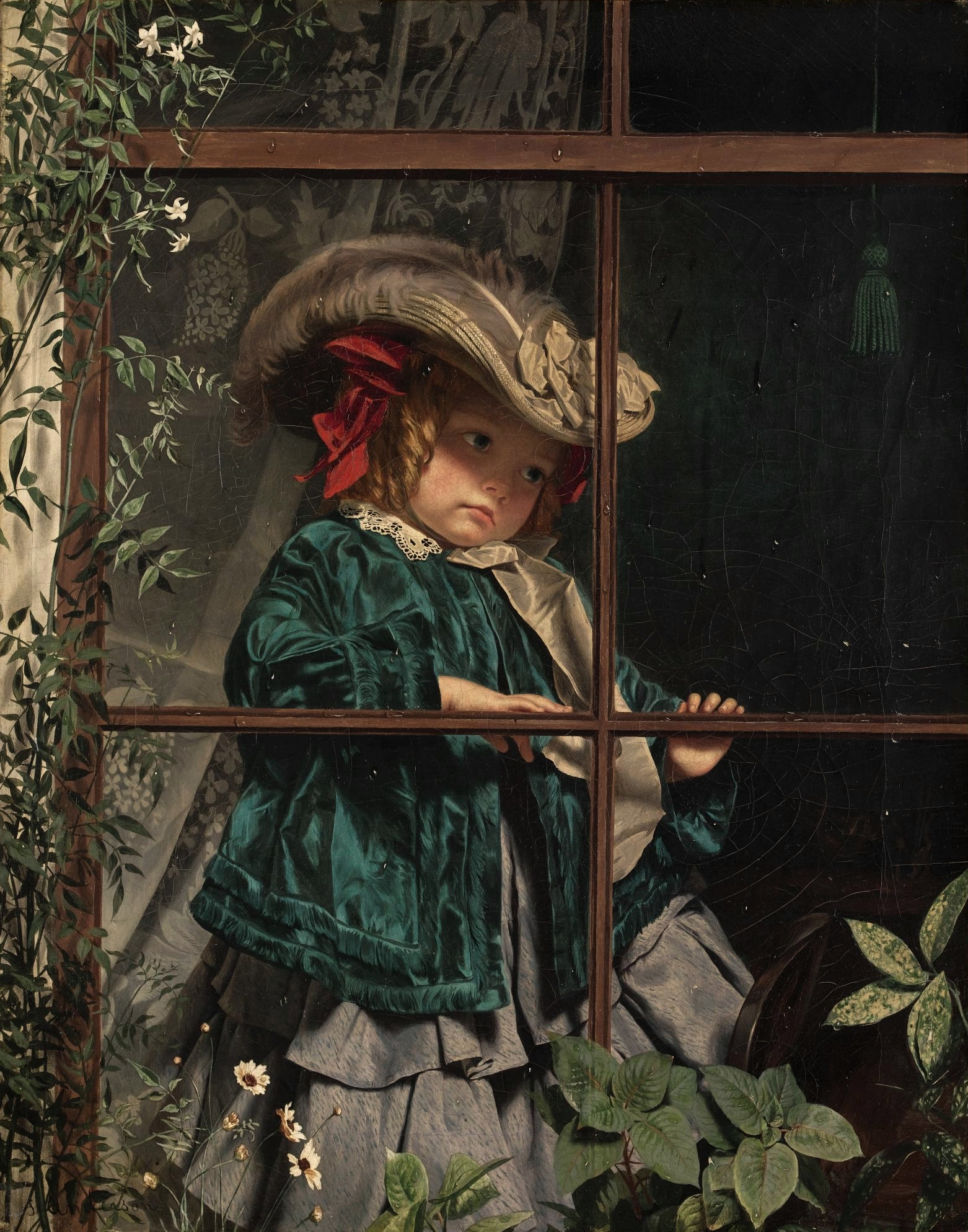
امروز قدم نمی‌زنم تاریخ نقاشی نامعلوم در مالکیت کلکسیونر خصوصی
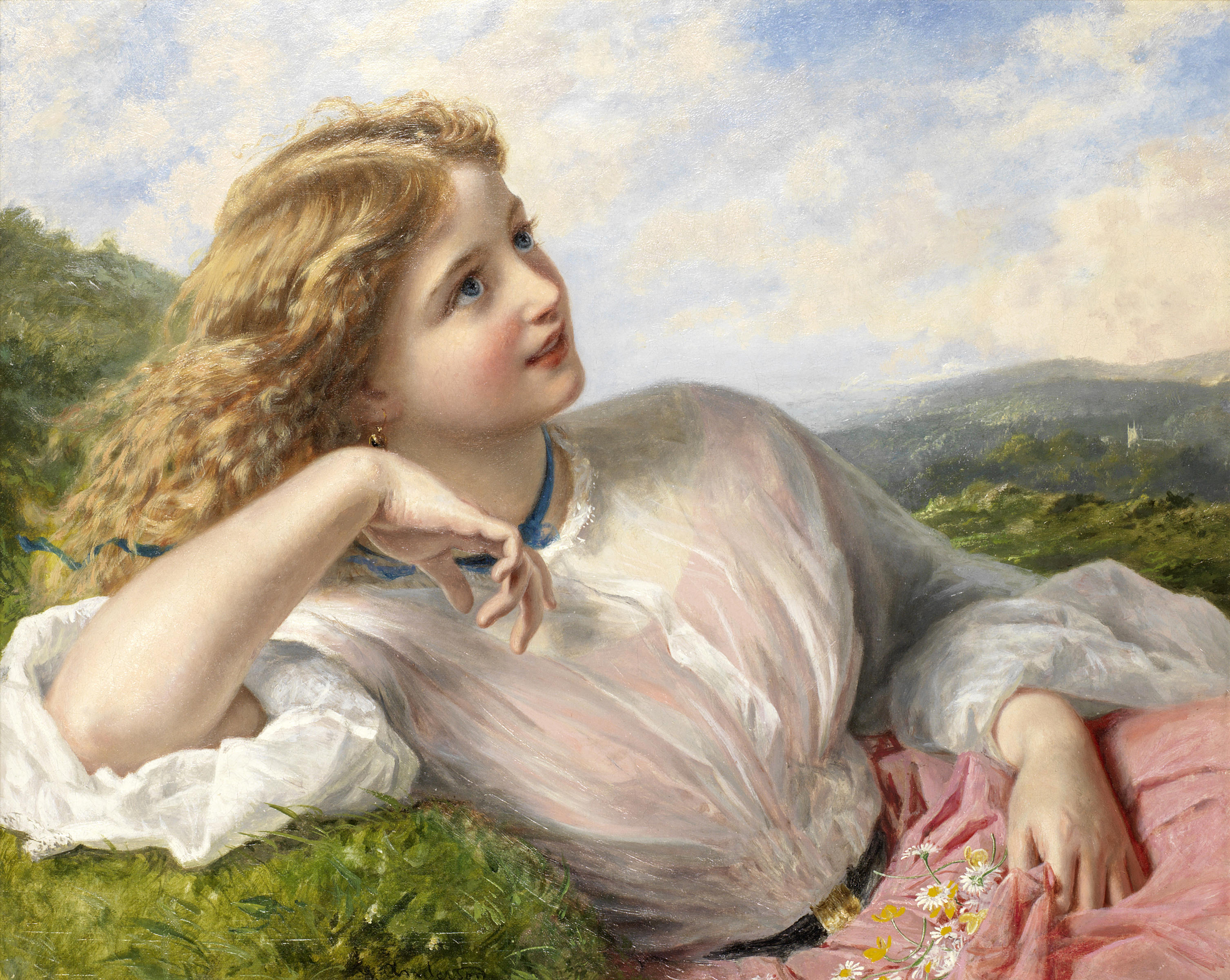
آواز چکاوک ۱۹۰۳ م. در مالکیت کلکسیونر خصوصی
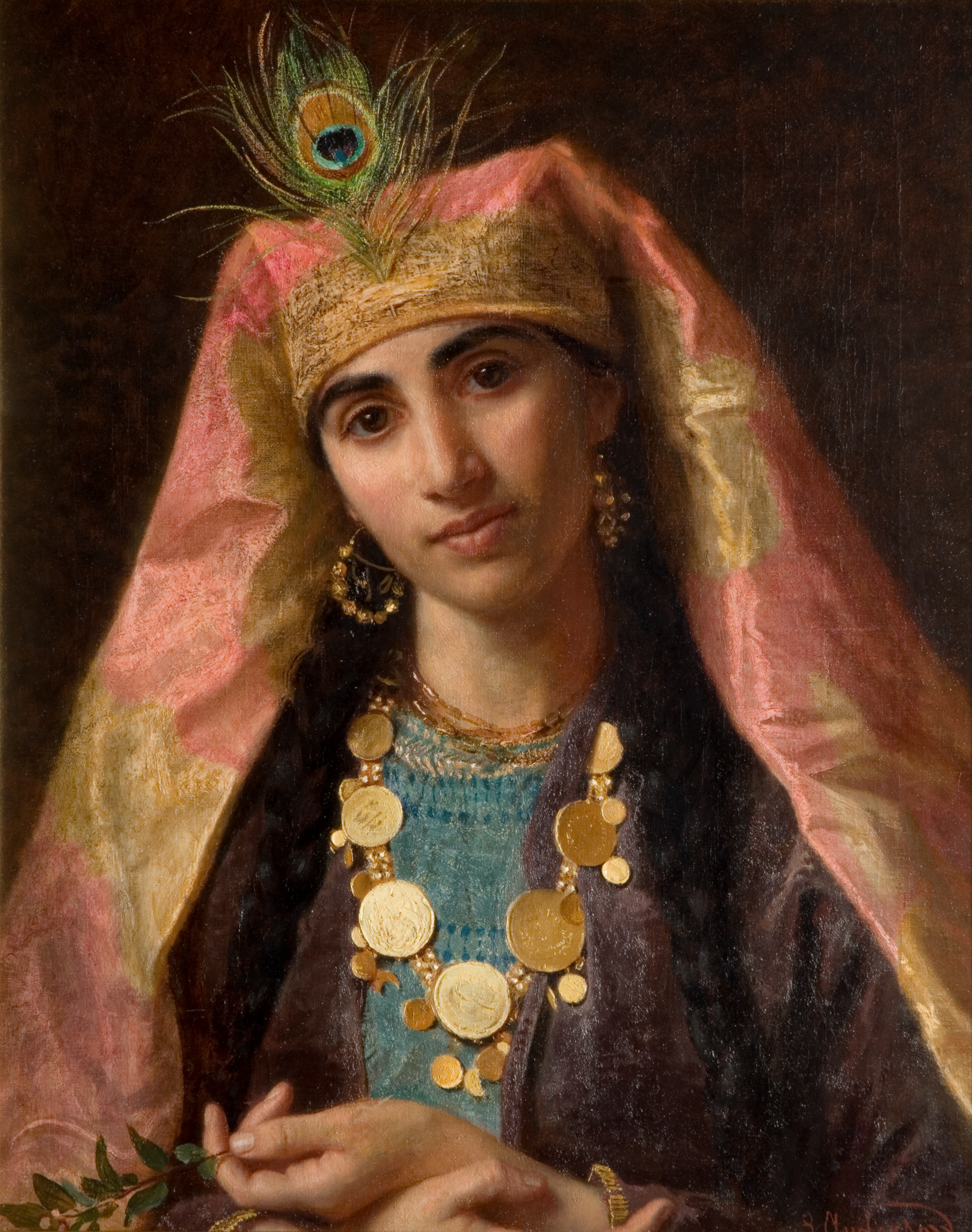
شهرزاد
بین ۱۸۵۰ و ۱۹۰۰ م.
The New Art Gallery Walsall